# Травенхорст
Травенхорст (нем. Travenhorst) — община в Германии, в земле Шлезвиг-Гольштейн. 
Входит в состав района Зегеберг. Подчиняется управлению Траве-Ланд.  Население составляет 204 человека (на 31 декабря 2010 года). Занимает площадь 8,52 км².